# Anadara secticostata
Anadara secticostata är en musselart som beskrevs av Reeve 1844. Anadara secticostata ingår i släktet Anadara och familjen Arcidae. Inga underarter finns listade i Catalogue of Life.